# Stadsprijs Geraardsbergen 1997
De 66e editie van de Belgische wielerwedstrijd Stadsprijs Geraardsbergen werd verreden op 28 augustus 1997. De start en finish vonden plaats in Geraardsbergen. De winnaar was Robbie Vandaele, gevolgd door Stéphane Hennebert en Oleg Pankov.

## Uitslag
| Stadsprijs Geraardsbergen 1997 |                    |                      |      |
| Plaats                         | Naam               | Ploeg                | Tijd |
| Winnaar                        | Robbie Vandaele    | Ipso-Euroclean       |      |
| 2                              | Stéphane Hennebert | Tönissteiner-Colnago |      |
| 3                              | Oleg Pankov        | RDM-Asfra            |      |

1912 · 1913 · 1914–1926 · 1927 · 1928–1932 · 1933 · 1934 · 1935 · 1936 · 1937 · 1938 · 1939 · 1940 · 1941 · 1942 · 1943 · 1944 · 1945 · 1946 · 1947 · 1948 · 1949 · 1950 · 1951 · 1952 · 1953 · 1954 · 1955 · 1956 · 1957 · 1958 · 1959 · 1960 · 1961 · 1962 · 1963 · 1964 · 1965 · 1966 · 1967 · 1968 · 1969 · 1970 · 1971 · 1972 · 1973 · 1974 · 1975 · 1976 · 1977 · 1978 · 1979 · 1980 · 1981 · 1982 · 1983 · 1984 · 1985 · 1986 · 1987 · 1988 · 1989 · 1990 · 1991 · 1992 · 1993 · 1994 · 1995 · 1996 · 1997 · 1998 · 1999 · 2000 · 2001 · 2002 · 2003 · 2004 · 2005 · 2006 · 2007 · 2008 · 2009 · 2010 · 2011 · 2012 · 2013 · 2014 · 2015 · 2016 · 2017 · 2018 · 2019 · 2020 · 2021 · 2022